# Borgo San Siro
Borgo San Siro – miejscowość i gmina we Włoszech, w regionie Lombardia, w prowincji Pawia.
Według danych na rok 2004 gminę zamieszkiwały 1022 osoby, 60,1 os./km².